# Jorge Soto (golfista)

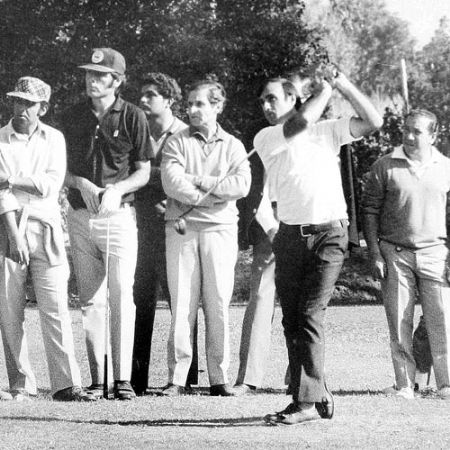
Soto ejecutando un swing.

Jorge Soto (Merlo, 2 de marzo de 1945 - † 26 de octubre de 2011), fue un golfista argentino.
Soto pasó su infancia en el pueblo de Villa Amelia, en la actual localidad de Libertad. Soto pertenecía a una familia de destacados golfistas; su padre, Antonio, fue profesional del Libertad Golf Club y su tío Arturo fue un destacado jugador de golf en los años cincuenta. El Libertad Golf Club se encontraba instalado en el pueblo de Villa Amelia desde 1928. Soto ingresó al profesionalismo en 1963 a los 18 años de edad como representante del Libertad Golf Club. En 1978, Soto ingresa como jugador del equipo del Ituzaingó Golf Club, club fundado en 1928 que se encuentra en el vecino pueblo de San Antonio de Padua.
En 1982 Jorge Soto gana el Abierto de la República. En cuatro oportunidades, Jorge Soto representa a Argentina en la Copa Mundial de Golf.